# Уберти, Франческо
Франче́ско Убе́рти (итал. Francesco Uberti; 15 января 1962, Милан) — итальянский гребец-байдарочник, выступал за сборную Италии в середине 1980-х годов. Участник летних Олимпийских игр в Лос-Анджелесе, бронзовый призёр чемпионата мира, победитель многих регат национального значения.

## Биография
Франческо Уберти родился 15 января 1962 года в Милане. Выступал за клубы «Полиспортива Вербано» (итал. Polisportiva Verbano) и «Фьямме Джалле» (итал. Gruppi Sportivi Fiamme Gialle).
Первого серьёзного успеха на взрослом международном уровне добился в 1984 году, когда попал в основной состав итальянской национальной сборной и благодаря череде удачных выступлений удостоился права защищать честь страны на летних Олимпийских играх в Лос-Анджелесе — вместе с напарником Даниэле Скарпой в зачёте двухместных байдарок финишировал шестым на дистанции 1000 метров и четвёртым на дистанции 500 метров, немного не дотянув до призовых позиций.
Год спустя Уберти побывал на чемпионате мира в бельгийском Мехелене, откуда привёз награду бронзового достоинства, выигранную в двойках с тем же Скарпой на десятикилометровой дистанции — лучше финишировали только экипажи из Швеции и Венгрии. После 1987 года принял решение завершить карьеру профессионального спортсмена, уступив место в сборной молодым итальянским гребцам.
Становился чемпионом Италии 38 раз, в том числе:
- в байдарках-одиночках на 500 метров — 1980 (среди юниоров), 1983;
- в байдарках-одиночках на 1000 метров — 1980 (среди юниоров), 1981, 1982, 1986;
- в байдарках-одиночках на 6000 метров — 1980 (среди юниоров);
- в байдарках-одиночках на 10 000 метров — 1982, 1983, 1985, 1986;
- в байдарках-двойках на 500 метров — 1980, 1983, 1985, 1986;
- в байдарках-двойках на 1000 метров — 1980, 1981, 1984;
- в байдарках-четвёрках на 500 метров — 1984, 1985;
- в байдарках-четвёрках на 1000 метров — 1982, 1987[1][2].

Проживает с семьёй в Сан-Бернардино-Вербано. В 2002 году у него родилась дочь Алиса, также занимающаяся греблей.